# Jordan Malinowski
Jordan Malinowski (* 3. Juni 1923 in Sliven; † 1996) war ein bulgarischer Physikochemiker, der sich mit den Grundlagen des Entwicklungsprozesses in der Fotografie befasste.

## Leben
Malinowski besuchte das American College in Sofia mit dem Abschluss 1943, nahm als Soldat am Zweiten Weltkrieg teil und studierte danach insbesondere Chemie an der Staatlichen Universität Sofia mit dem Abschluss 1948. Danach forschte er am Institut für Physik der Bulgarischen Akademie der Wissenschaften und war nach der Promotion 1958 Assistenzprofessor und ab 1964 Professor am Institut für Physikalische Chemie der Akademie. 1969 erhielt er den Doktorgrad (entsprechend einer westlichen Habilitation) nach sowjetischem System. 1967 gründete er das Zentrallabor für Photoprozesse der Bulgarischen Akademie der Wissenschaften, dessen Direktor er bis 1992 war.
Von ihm stammt der experimentelle Nachweis der Bedeutung von Defektelektronen beim photographischen Entwicklungsprozess (Messung von Drift, Lebensdauer, Mobilität u. a.), den er auch theoretisch untersuchte und praktisch durch neue Methoden und photosensitive Substanzen bereicherte.
1980 erhielt er den Carus-Preis. 1989 wurde er Mitglied der Bulgarischen Akademie der Wissenschaften und 1992 deren Präsident. 1988 erhielt er die Lieven-Gevaert Medal der Society for Imaging Science and Technology.

## Schriften
- Malinowski: The Role of Holes in the Photographic Process, The Journal of Photographic Science, Band 16, 1968, S. 57–62.